# براندان هوران
براندان هوران (بالإنجليزية: Brendan Horan)‏ هو سياسي نيوزلندي، ولد في 9 يوليو 1961 في نيوزيلندا. حزبياً، نشط في نيوزيلندا أولا (حزب سياسي). وقد انتخب عضو مجلس النواب النيوزيلندي.